# 出崎海岸
出崎海岸（でさきかいがん）は、岡山県玉野市にある海水浴場。2013年に閉鎖されたとされている。

## 概要
海水浴場としての需要が低下した後、犬専用のビーチとしてしばらく営業していたが、それも現在は閉鎖されている。
一方で釣り場としては、主に磯釣りのポイントとしては、海水浴場時代から地元の愛好家に親しまれている。釣り場としての主なターゲットは、ベラ、メバル、カサゴである。

## 周辺情報
岡山県にある出崎海岸は、美しい景色と豊かな自然が魅力の海岸である。瀬戸内海に面しており、水が透き通っていて、周囲を囲む山々とのコントラストが美しい。特に、夏場における海と遠くに見える瀬戸内の島々とのコントラストは絶景である。
海岸には、数100m~1km程度にわたる砂浜が広がっている。海水浴場として賑わっていた時代、夏には多くの人で賑わいを見せていた。一方で、秋から冬にかけては静かで落ち着いた雰囲気がある。また、海水浴だけでなく、釣り、サーフィン、マリンジェットなど、様々なマリンスポーツを楽しむことができる穴場スポットとなっている。
海岸からは、瀬戸内海に浮かぶ島々を望むことができる。特に、小豆島や直島などのアート島として知られる島々は、美術館やアート作品が点在しており、アート好きにはたまらないスポットとなっている。
また、出崎海岸周辺には、歴史的な建造物や自然豊かな公園など、見どころがたくさんあり、岡山県南部の地元民が楽しむ場となっている。